# Ödenfeld
Ödenfeld is een dorp in het Duitse deel van het Reiderland. Het maakt deel uit van de gemeente Weener. Ödenfeld ligt tussen de dorpen Holthuserheide en Stapelmoor.